# 贝尔纳·马库扎

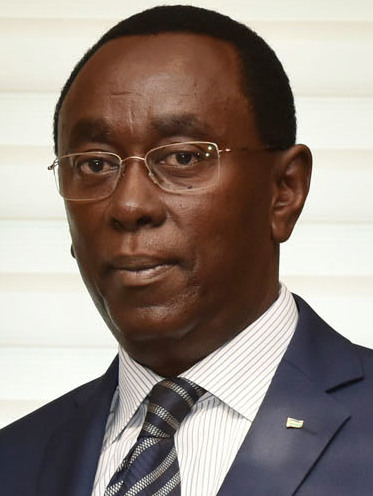

贝尔纳·马库扎（1961年9月30日-），卢旺达政治家，卢旺达民主共和国运动成员，2010至2011年任卢旺达总理，2014至2019年任該國參議院議長。